# Герб Архангельской области
Герб Архангельской области — символ Архангельской области. Принят 15 июля 2003 года.

## Описание

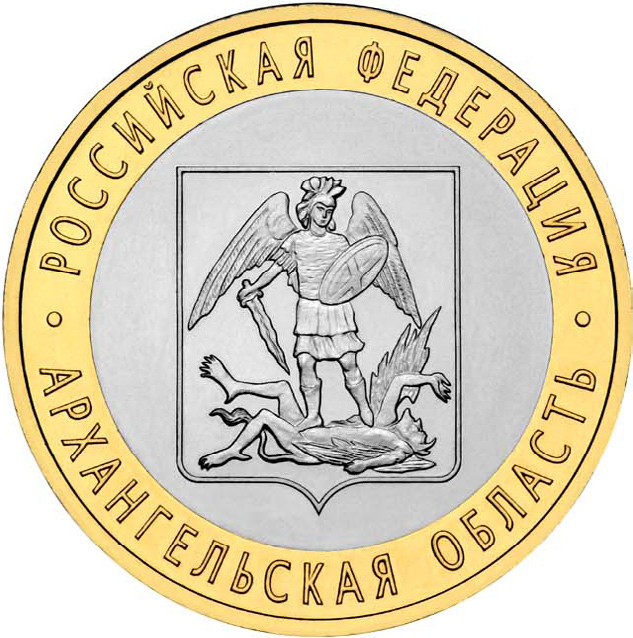
Герб области на монете Банка России 10 рублей

Постановлением № 562 от 15 июля 2003 года Архангельское областное Собрание депутатов приняло Закон «О гербе Архангельской области» (№ 178-23-ОЗ) с поправками (дьявол на герб вернулся) и предложило администрации объявить конкурс рисунков герба до 1 ноября 2003 года. В тексте Закона герб описан так:
«Герб Архангельской области представляет собой четырёхугольный, с закругленными нижними углами, заостренный в оконечности золотой щит. В золотом щите — Святой Архистратиг Михаил в лазоревых (синих, голубых) доспехах и в червленых (красных) сапогах, держащий червленый пламенеющий меч остриём книзу и лазоревый щит, который украшен золотым крестом (сообразно щиту) и имеет лазоревую кайму, и попирающий чёрного опрокинутого головой влево ангела тьмы.

Геральдический поворот влево соответствует повороту вправо от зрителя.
Рисунки герба Архангельской области в многоцветном и одноцветном вариантах помещены в Приложениях N 1 и N 2 к настоящему областному закону. Настоящим законом устанавливается официальное толкование основных элементов герба Архангельской области:
- Архангел Михаил — вождь небесного воинства, небесный покровитель Архангельской области;
- ангел тьмы — виновник греха, обольщения, вражды;
- золото гербового поля символизирует святость, изобилие, могущество, великодушие;
- червлень (красный свет) символизирует власть и мужество;
- лазурь (синий, голубой) — символ красоты, мягкости, величия».

Статья 2. В целях наиболее полного использования представительских возможностей герба Архангельской области как символа государственной власти допускается использование полного (парадного) герба Архангельской области, представляющего собой герб со специальными почетными элементами, окружающими щит. Полный герб Архангельской области и порядок его использования устанавливаются областным законом.
11 августа 2003 года и. о. главы администрации области А. Е. Поликарпов объявил конкурс на лучший проект флага, герба и полного герба (Распоряжение № 701р). Имелось в виду, что нужно выполнить рисунок герба в соответствии с уже утверждённым описанием.
15 июля 2003 года принят областной закон № 178-23-03 «О гербе Архангельской области».
26 апреля 2005 года областным законом № 25-3-ОЗ "О внесении изменений и дополнений в областной закон «О гербе Архангельской области» в закон № 178-23-03 были внесены изменения.
«Основу герба Архангельской области составляет исторический герб Архангельской губернии… Щит увенчан императорской короной и окружен золотыми дубовыми листьями, соединенными Андреевской лентой…
— императорская корона — геральдический знак высокого достоинства и власти. Императорская корона символизирует исторический государственный территориальный статус Архангельской области;
— золотые дубовые листья — знак воинской доблести;
— Андреевская лента — орденская лента высшего ордена Российской Федерации.»

## Дьявол на гербе

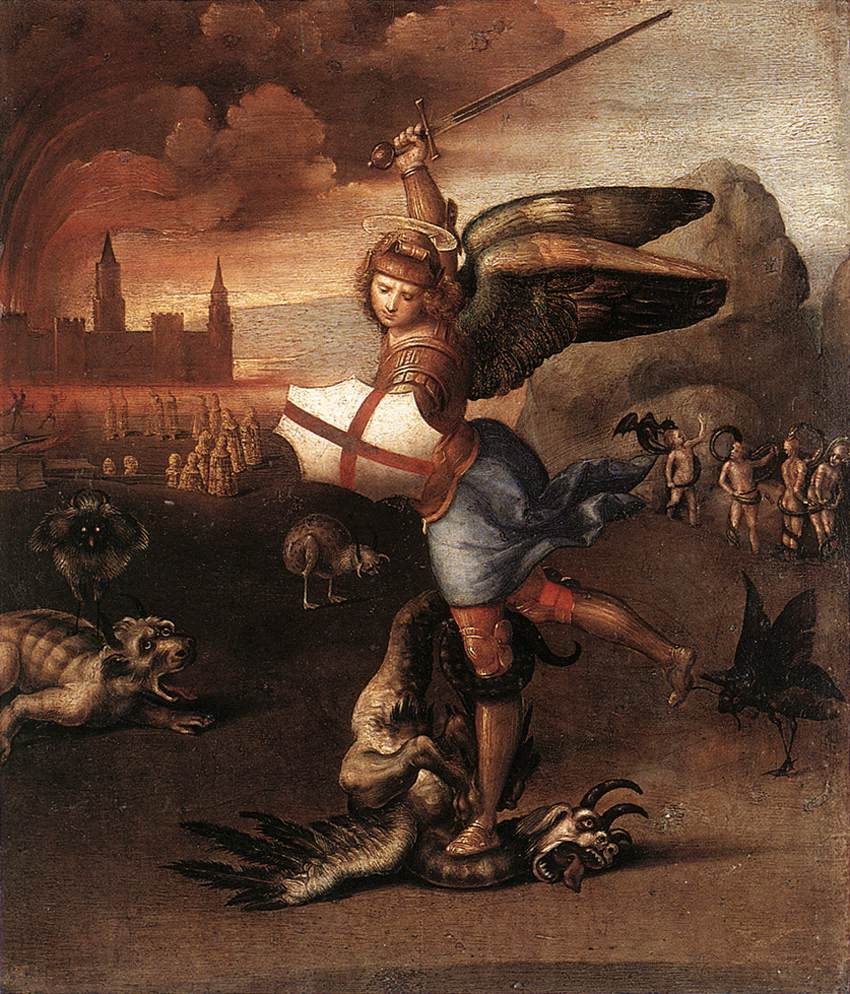
Архангел Михаил на картине Рафаэля. Дьявол, попранный архангелом, является его общепринятым атрибутом как в католических, так и в православных изображениях

В новое время постоянно возникают споры о целесообразности изображения дьявола на щите герба. Противники изображения считают, что изображён должен быть один Архангел. Также предлагается убрать дьявола и с флага области. Областное Собрание даже приняло новые символы, где дьявол отсутствует, однако губернатор не принял закон.